# Tusind og en nat (album)
Tusind og en nat er Sebastians 14. studiealbum, udgivet i 1984. Albummet er indspillet med et nyt hold af musikere i forhold til de forgående plader: Jens Rugsted, Morten Kærså, Jørgen Thorup og Jan Sivertsen. Gengangere er dog Nils Henriksen og Lis Sørensen. Indspilningen af albummet blev oprindelig påbegyndt med Billy Cross som producer, men da samarbejdet ikke fungerede, blev Nils Henriksen, der havde produceret flere af de forgående Sebastian-plader, i stedet hentet ind.
Tusind og en nat har form som et konceptalbum, hvor rammen er Scheherazades forskellige fortællinger om alt mellem himmel og jord. Hun præsenteres i åbningsnummeret, "Scheherazade", og rammen lukkes i det næstsidste nummer, "Da morgenen kom", hvorved den sidste sang, "Dans med mig", fremstår som en slags ekstranummer. De øvrige sange fremstår dermed som fabler fra Scheherazades mund, selvom temaerne i mange af sangene ikke i sig selv relaterer til Tusind og en nats eventyr; f.eks. berører "Datasangen" og "Ivan og Sam" (om Den Kolde Krig) samtidige problemstillinger.
"Hodja fra Pjort" blev brugt som titelnummer i filmen af samme navn fra 1985, baseret på Ole Lund Kirkegaards børnebog. Det er formentlig en af Sebastians mest kendte sange.

## Numre

### Side 1
1. "Scheherazade" (4:59)
2. "Manden i båden" (4:08)
3. "Hodja fra Pjort" (3:43)
4. "Nattens enker" (3:32)
5. "The Greatest Story" (6:24)

### Side 2
1. "Ivan og Sam" (4:50)
2. "Datasangen (den lille hjemmedatamat)" (4:23)
3. "Aladdin" (4:04)
4. "Da morgenen kom" (3:46)
5. "Dans med mig" (4:36)

Bonusnumre på nyere cd-udgave:
1. "Den danske sang"
2. "Afrika (vi er børn af samme jord)"